# Mili Avital

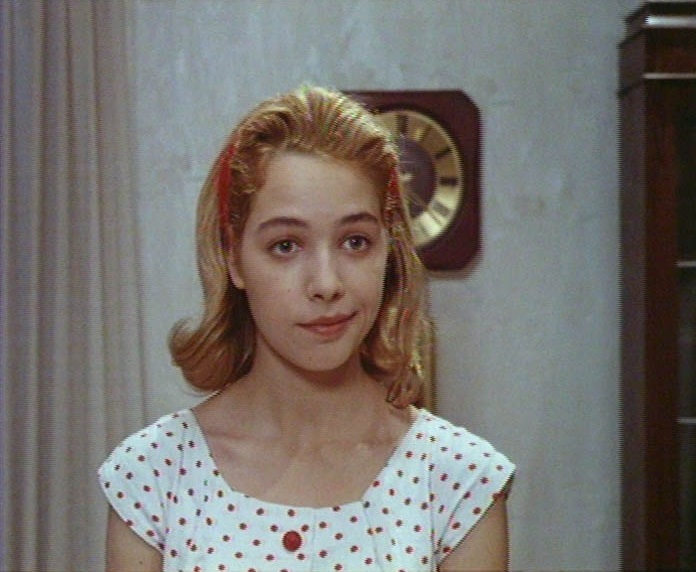
Mili Avital in Meʿever laYam (1992)

Mili Avital (hebräisch מִילִי אֲבִיטָל; * 30. März 1972 in Jerusalem, Israel) ist eine israelische Film- und Theaterschauspielerin.

## Leben
Mili Avital, Tochter der Grafikdesigner Noni und Iko Avital, wuchs in Tel Aviv-Jaffa und Raʿanana auf und besuchte die Thelma Yellin High School of Arts in Givʿatajim. Im Alter von 17 Jahren begann sie ihre Bühnenkarriere. Bald darauf spielte sie im Cameri-Theater, dem bekanntesten Theater Tel Avivs, und studierte gleichzeitig an der Thelma Yellin Kunstschule für Bildende Künste. 1992 und 1993 folgten die ersten Filmangebote.
1994 zog Avital nach New York City und arbeitete auch hier zunächst in kleineren Theatern, als knapp ein Jahr später ein Talentsucher auf sie aufmerksam wurde. Im Film Stargate von Roland Emmerich hatte sie ihre erste US-Filmrolle. Am 15. April 1998 war Avital Moderatorin einer Sendung zur 50-Jahr-Feier der Staatsgründung Israels.
Privat war Avital von 1998 bis 2001 mit dem Schauspieler David Schwimmer liiert. Am 4. Juli 2004 heiratete sie den Drehbuchautor und Philosophie-Professor Charles Randolph. Mit ihm lebt sie in New York und Los Angeles.
2004 war Avital Regisseurin, Produzentin und Editorin eines 25-minütigen Dokumentarfilmes mit dem US-Originaltitel: I Think Myself I Am All the Time Younger.

## Filmografie
- 1994: Stargate
- 1995: Dead Man
- 1995: Minotaur
- 1996: Tödliche Umstände (Invasion of Privacy)
- 1997: Am Ende der Gewalt (The End of Violence)
- 1998: Animals with the Tollkeeper
- 1998: Zwei Männer, eine Frau und eine Hochzeit (Kissing a Fool)
- 1998: Gestern war ich noch Jungfrau (Polish Wedding)
- 1999: The Young Girl and the Monsoon
- 1999–2014: Law & Order: New York (Law & Order: Special Victims Unit, Fernsehserie, 4 Folgen)
- 2000: Arabian Nights – Abenteuer aus 1001 Nacht (Arabian Nights)
- 2000: Lethal Mistake: Bis zum letzten Atemzug (Preston Tylk bzw. Bad Seed)
- 2001: After the Storm (After the Storm)
- 2001: Uprising – Der Aufstand (Uprising)
- 2002: Haunted (Fernsehserie, Folge 1x08)
- 2003: Der menschliche Makel (The Human Stain)
- 2004: Colombian Love (Ahava Colombianit)
- 2004: Jerusalemski sindrom
- 2005: When Do We Eat?
- 2007: Noodle
- 2009–2012: Hatufim – In der Hand des Feindes (Chatufim, Fernsehserie, 24 Folgen)
- 2011: Criminal Intent – Verbrechen im Visier (Law & Order: Criminal Intent, Fernsehserie, Folge 9x14)
- 2012: Chatunna miNiyar (Stimme)
- 2012: 666 Park Avenue (Fernsehserie, Folge 1x02)
- 2013: Law & Order: Special Victims Unit (Fernsehserie, Folge 14x05)
- 2017: Noflot al HaRaglayim (Fernsehserie, 9 Folgen)
- 2024: Maria (Mary)
- seit 2024: Kugel (Fernsehserie)